# Aguinaldo
Aguinaldo (de «aguilando», y este posiblemente de la expresión hoc in anno —«en este año»—) es el regalo de Navidad, y también el regalo que se da en cualquier ocasión a cualquier persona.

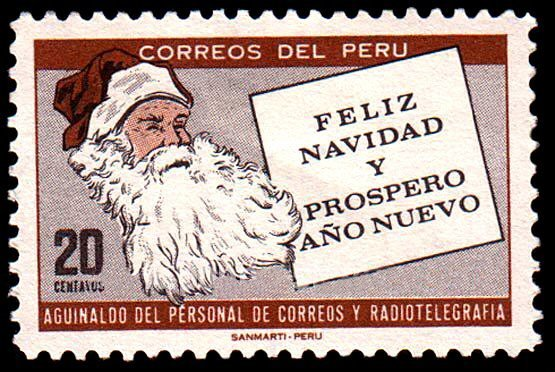
Sello de Correos de Perú.

Existe la costumbre de dar un aguinaldo a los trabajadores en época navideña, en especie (cesta de Navidad) o en dinero. Tiene consideración de una remuneración voluntaria (equivalente a una propina); aunque su arraigada costumbre ha conducido en algunos casos a ser considerada como un derecho adquirido. También existía la costumbre, por parte de carteros, barrenderos, serenos y otros oficios semejantes, de pasar por las casas de los vecinos de la zona donde habitualmente prestaban sus servicios a felicitar la Navidad (entregando a veces una estampita) y recibir un aguinaldo. En Reino Unido se da un Christmas bonus de diez libras esterlinas (cantidad fijada en 1972 y que no ha sido actualizada desde entonces) a los receptores de algunas ayudas sociales.
Aunque se usa en algunos países hispanoamericanos, el DRAE no recoge como acepción de aguinaldo ninguna que pueda identificarse como la remuneración salarial que recibe el empleado adicionalmente a las doce mensualidades habituales, sea una vez o más a lo largo del año (en algunos países se denominan «decimotercer salario» o «decimotercera mensualidad»). En España sería posible relacionar el aguinaldo con el origen de la paga extraordinaria o paga extra llamada «de Navidad», que se cobra junto con el salario en el mes de diciembre; mientras que la paga extraordinaria del mes de junio tiene otro origen muy distinto. Tampoco pueden considerarse aguinaldos las distintas formas de retribución variable que no tienen el carácter arbitrario del «regalo» o de la «propina» (que dependen únicamente de la voluntad del pagador), porque están previamente reguladas, habitualmente vinculadas a la consecución de objetivos por parte del trabajador o de la empresa (bonus, bonificación, prima), ni el salario no fijo percibido por un trabajo a destajo o a comisión.

## Strenae y étrennes
Los antiguos romanos llamaban strenae a los regalos que se intercambiaban los amigos en honor de los dioses y como señal de feliz augurio. Una tradición romana atribuía el origen de los aguinaldos del 1 de enero, Kalendariae strenae, al rey Tito Tacio, de quien nació la costumbre de ir ese día a coger verbena al bosque sagrado de Strenua (diosa del año nuevo -palabra relacionada etimológicamente con "estrenar"), la Fuerza, o Strenia, diosa de la salud, con el fin de obtener la divina protección durante el año siguiente. Otra tradición suponía que el pueblo iba en procesión al palacio del rey sabino para ofrecerle al mismo tiempo que los deseos de un buen año, ramas de ese arbusto considerado como portador de la felicidad. La sencillez primitiva desapareció y los aguinaldos pasaron a constituir objetos más o menos lujosos llegando a degenerar en abuso. La gente aprovechaba para regalarse en las fiestas principales como las de Saturno en diciembre, Saturnalia sportula y las de Minerva, Minervale munus, hasta que Tiberio dispuso que solo se celebrasen las calendas de enero.
Los aguinaldos eran muy variados en cuanto a su naturaleza. Los "aguinaldos herbáceos" corresponden a la Edad de Oro; después vino una época en que eran alimentos de todas las clases; más tarde consistieron en piezas de oro, plata y bronce, luego en muebles y vestidos. Muy frecuente era regalarse pugilarios o dípticos de uso análogo al de nuestras carteras y agendas. 
Fueron los aguinaldos una práctica costosa, arrancada al pobre por el rico, pues los clientes ofrecían aguinaldos a los protectores, los ciudadanos al príncipe y los discípulos a los maestros. La fuerza de la costumbre obligaba a algunos a dar lo que no tenían. Contra la obligación de regalar escribieron los Padres de la Iglesia para evitar que muchos cristianos se olvidaran de lo que eran. Por dichos autores sabemos no pocos detalles de los aguinaldos. Por ejemplo, la costumbre de mucha gente, sobre todo, de los habitantes del campo, de poner en las puertas de sus casas durante la noche anterior al 1 de enero mesas cargadas de toda clase de alimentos para que los consumieran los transeúntes.
Pero la Iglesia tomó del paganismo entre otras prácticas puramente exteriores y materiales, la de los aguinaldos o regalos con motivo no de la fiesta de año nuevo sino de los bautismos. "Aguinaldos bautismales" eran, según ciertos pasajes de escritores sagrados del siglo VI y especialmente de San Gregorio Nacianceno, los regalos donaria, que parece se cambiaban entre el neófito y el ministro de la Iglesia o los padrinos y madrinas. Consistían en medallas o lámparas con emblemas o inscripciones que declaran su destino.
En la Edad Media, los reyes, príncipes y magnates continuaron celebrando la fiesta de la entrada del año, especialmente en Navidad y en Pascua pues este día fue hasta el siglo XVI el primer día del año con cuyo motivo y ocasión se intercambiaban regalos. Pero esta costumbre cuando realmente surgió con igual fuerza que en la antigüedad fue en el Renacimiento. 
En Francia, desde entonces, estos regalos llamados étrennes, han constituido una costumbre entre las gentes de alto nivel aunque verdaderamente no se generalizaron hasta la época de Luis XIV. En 1793 se dictó un edicto suprimiendo los étrennes pero la protesta fue general pues entonces ya era costumbre darlos a los mozos de cafés, peluqueros, cocheros, etc. La doble costumbre de regalos y propinas se ha conservado no solo en Francia sino en toda Europa.

## Costumbre infantil
Aguinaldo se llama en algunos países al regalo de dulces que se reparten principalmente en fiestas infantiles y posadas navideñas.
En España existe la costumbre entre los niños de recorrer el vecindario, casa por casa, cantando villancicos acompañados por panderetas, zambombas y botellas vacías de anís a modo de instrumento musical. A esta costumbre se la conoce como "pedir el aguinaldo", que en este caso, en lugar de dinero, puede consistir en caramelos y otros dulces.

En la puerta de mi casa / voy a poner un petardo / pa' reirme del que venga / a pedir el aguinaldo. / Pues si voy a dar a todo / el que pide en Nochebuena / yo sí que voy a tener / que pedir de puerta en puerta. / Arre, borriquito, arre, burro, arre, / anda más deprisa que llegamos tarde / Arre borriquito, vamos a Belén / que mañana es fiesta y al otro también.
Popular

## Remuneración extraordinaria
Principalmente en los países americanos se acostumbra a que los trabajadores reciban de parte de sus empleadores un pago extraordinario para sufragar los gastos que implican las celebraciones de Navidad y Año Nuevo. Mientras en otros países suele establecerse privadamente por convenio colectivo, en Iberoamérica existe una tendencia a la obligatoriedad por mandato legal.

### Regulación por país

#### América
- En Argentina, recibe el nombre de sueldo anual complementario (SAC) y fue establecido por ley el 20 de diciembre de 1945.[19] Actualmente se paga en dos cuotas, cada una de las cuales se calcula como la mitad de la mayor remuneración mensual devengada por todo concepto dentro del semestre correspondiente.[20]
  - En las primeras décadas del siglo XX aparecen las primeras normativas oficiales que establecían el aguinaldo en Argentina. Estas estuvieron limitadas a algunos sectores, ciudades o provincias. El primer aguinaldo nacional para todos los trabajadores fue establecido por decreto n.° 33 302 de 1945 del gobierno militar de Farrell, a instancias de su ministro y vicepresidente Juan Domingo Perón[21] en el marco de un paquete de beneficios para los trabajadores e impulso del mercado interno. La medida tuvo un fuerte rechazo en el empresariado: a finales de 1945, no se abonó el aguinaldo y la CGT declaró la huelga. Como respuesta, hubo un lock-out patronal de tres días.[22][23] El aguinaldo queda establecido por la ley nacional 12 921, en 1946 durante la primera presidencia democrática de Perón. En 1968 se dividió en dos pagos anuales por ley n.º 17 620.[19]
- En Bolivia, Según la L.G.T.(Ley General de Trabajo) en su Art. 57 menciona el aguinaldo de Navidad como el pago anual por un servicio mayor a tres meses, este se calculara mediante de la siguiente manera: aguinaldo=(sueldo/12)*meses trabajados en un año
- En Brasil, también conocido como 13º salário, la ley 4.090, de 13 de julio de 1962 lo establece.
- En Chile no existe una ley que lo establezca como obligatorio; sin embargo, es muy común que se pague a los trabajadores, tanto del sector público como del privado. Existen el Aguinaldo de Fiestas Patrias que se paga en septiembre, el aguinaldo de Navidad que se paga en la primera semana de diciembre y el de Año Nuevo que se paga en la tercera semana de diciembre. Los trabajadores reciben en promedio unos 305 dólares por aguinaldo y cerca del 90 % de las empresas entregan este beneficio. También existe el aguinaldo de vacaciones de verano, que se entrega en los meses de enero a marzo y solo el 60 % de las empresas lo pagan.[24]
- En Colombia el aguinaldo, conocido como prima, debe pagarse en dos cuotas, a mitad y a fin de año.
- En Costa Rica, debe pagarse antes del 20 de diciembre y se calcula sumando todos los salarios recibidos desde diciembre del año anterior hasta noviembre y el resultado se divide entre 12.
- En Ecuador recibe el nombre de "Décimo Tercer sueldo" y la ley establece que es la doceava parte de la suma de todas las remuneraciones percibidas por el trabajador durante el año. En cómputo se lo realiza considerando los valores recibidos entre el 1 de diciembre del año anterior y el 30 de noviembre del año en curso. la ley también establece que debe ser cancelado al trabajador hasta el 24 de diciembre.
- En El Salvador el pago de aguinaldo está legislado en los artículos 196 al 202 del Código de Trabajo vigente. Los patronos estarán obligados al pago completo de la prima en concepto de aguinaldo antes del 12 de diciembre, cuando el trabajador tuviere un año o más de estar a su servicio. En el caso de que tenga menos de un año trabajado al 12 de diciembre tendrá derecho a que se les pague la parte proporcional de los días trabajados.
- En Guatemala, la Ley Reguladora de la Prestación del Aguinaldo para los Trabajadores (Decreto 76-78) indica que es un sueldo adicional que debe pagarse la primera parte entre el 1 y el 15 de diciembre y la segunda parte entre el 15 y 31 de enero del siguiente año, aunque la mayoría de empresas lo pagan en diciembre en su totalidad. La Ley de Bonificación Anual para trabajadores del Sector Público y Privado decreto 42-92 indica que también existe el Bono 14 que es otro sueldo adicional que debe pagarse antes del 15 de julio de cada año.
- En México, la Ley Federal del Trabajo, en su artículo 87, establece que el aguinaldo mínimo será el equivalente de 15 días de salario cuota diaria y que deberá pagarse antes del 20 de diciembre de cada año. También establece que los trabajadores que por cualquier motivo no laboren durante todo el año, tendrán derecho al pago de la parte proporcional del aguinaldo conforme al tiempo efectivamente trabajado (sin acumular inasistencias e incapacidades de enfermedad general).[25]
- En Panamá, el Código de Trabajo señala el pago del 13.º mes a todos los empleados públicos y privados del país, dividido en tres cuotas; 15 de abril, 15 de agosto y 15 de diciembre.
- En Paraguay, se percibe antes del 31 de diciembre, conforme ley 213/93 - art.243.[26]
- En Perú, se percibe dos gratificaciones anuales equivalentes a un mes laborado completo por cada periodo de seis meses consecutivos de trabajo. Los pagos se realizan en julio y diciembre.
- En Uruguay, la ley N.º 12.840 del año 1960 lo establece, denominándolo "sueldo anual complementario". De acuerdo al decreto-ley N.º 14.525 del año 1976 se paga en dos cuotas, una en junio y la otra en diciembre.
- En Venezuela, la Ley Orgánica del Trabajo (2015), establece en sus artículos 174 al 184, una retribución anual al empleado de entre 15 días a 4 meses de salario base, aparte que en el mes de diciembre los comerciantes reciben "aguinaldos" propinas solo por época de Navidad y año nuevo como es una característica tradicional y/o cultural en el establecimiento comercial en el área de paga colocan una alcancía decoradas, también se le llama aguinaldo a los dulces que le dan a los niños como agradecimiento de cantar aguinaldos navideños (música tradicional de Venezuela para Navidad) .[27] El aguinaldo es también un género musical tradicional y cultural de la Navidad, propio de Venezuela.

#### Europa
- En Alemania y Austria son regulados por los contratos colectivos de trabajo y son generalmente menor que los salarios de los otros meses.
- En España se perciben por lo general dos pagos extraordinarios: uno en Navidad y otro en verano, aunque éstos se pueden prorratear en el salario.
  - El origen del aguinaldo como salario pagado en dinero se sitúa en los años de posguerra de la dictadura franquista. En 1944 una orden gubernamental exigió que en el aguinaldo navideño se pagase, como mínimo, el sueldo de una semana en efectivo. Y en 1947 el régimen franquista instauró la paga del 18 de julio que iba a celebrar el golpe de Estado militar de 1936 contra la II República, igualmente por valor de una semana de salario. Con la llegada de la democracia a España, en el Estatuto de los Trabajadores (1980) se estableció que el salario anual sería dividido en 14 pagas mensuales, correspondiendo las dos extraordinarias a verano y Navidad. Para que la paga de verano dejase de conmemorar una fiesta de la dictadura, se trasladó oficialmente al 24 de junio, santoral del rey Juan Carlos I, aunque aún existen muchos convenios en los que la paga extra de verano se percibe en julio.[28]
- En Italia se le conoce como tredicesima mensilità («decimotercera mensualidad»). Fue introducida en 1937 durante el régimen fascista como un regalo de Navidad para los trabajadores de la industria. En 1946 se amplió a todos los trabajadores, y posteriormente a todos los empleados en 1960. Se proporciona en un pago en diciembre a los empleados con contrato de duración determinada o permanente, en el período previo a las vacaciones de Navidad.
- En los Países Bajos el Dertiende maand («decimotercer mes») tiene un valor menor que el salario mensual y no está afecto a impuesto como una remuneración común.